# Macario de Constantinopla
Macario I de Constantinopla (Macarius, Μακάριος ) (? – después de 1391) fue patriarca de Constantinopla del 1376 al 1379 y por segunda vez del 1390 al 1391.